# 2004-es Formula–1 európai nagydíj
Az európai nagydíj volt a 2004-es Formula–1 világbajnokság hetedik futama, amelyet 2004. május 30-án rendeztek meg a német Nürburgringen, Nürburgban.

## Időmérő edzés
A pole pozíciót ezúttal is Michael Schumacher szerezte meg, mellőle Szató Takuma rajtolt.
| Helyezés | Versenyző             | Csapat/Motor     | Idő        | Különbség |
| -------- | --------------------- | ---------------- | ---------- | --------- |
| 1        | Michael Schumacher    | Ferrari          | 1:28.351   | –         |
| 2        | Szató Takuma          | BAR-Honda        | 1:28.986   | + 0.635   |
| 3        | Jarno Trulli          | Renault          | 1:29.135   | + 0.784   |
| 4        | Kimi Räikkönen        | McLaren-Mercedes | 1:29.137   | + 0.786   |
| 5        | Jenson Button         | BAR-Honda        | 1:29.245   | + 0.894   |
| 6        | Fernando Alonso       | Renault          | 1:29.313   | + 0.962   |
| 7        | Rubens Barrichello    | Ferrari          | 1:29.353   | + 1.002   |
| 8        | Juan Pablo Montoya    | Williams-BMW     | 1:29.354   | + 1.003   |
| 9        | Ralf Schumacher       | Williams-BMW     | 1:29.459   | + 1.108   |
| 10       | Olivier Panis         | Toyota           | 1:29.697   | + 1.346   |
| 11       | Cristiano da Matta    | Toyota           | 1:29.706   | + 1.355   |
| 12       | Mark Webber*          | Jaguar-Cosworth  | 1:30.797   | + 2.446   |
| 13       | Christian Klien       | Jaguar-Cosworth  | 1:31.431   | + 3.080   |
| 14       | Nick Heidfeld         | Jordan-Ford      | 1:31.604   | + 3.253   |
| 15       | Giorgio Pantano       | Jordan-Ford      | 1:31.979   | + 3.628   |
| 16       | Felipe Massa          | Sauber-Petronas  | 1:31.982   | + 3.631   |
| 17       | Gianmaria Bruni†      | Minardi-Cosworth | 1:34.022   | + 5.671   |
| 18       | Baumgartner Zsolt†    | Minardi-Cosworth | 1:34.398   | + 6.047   |
| 19       | Giancarlo Fisichella† | Sauber-Petronas  | idő nélkül |           |
| 20       | David Coulthard       | McLaren-Mercedes | idő nélkül |           |

* Mark Webber egymásodperces időbüntetést kapott, mert a megengedettnél gyorsabban hajtott a sárga zászló alatt az egyik szabadedzésen.
† Gianmaria Bruni, Baumgartner Zsolt és Giancarlo Fisichella tízhelyes rajtbüntetést kapott motorcsere miatt.

## Futam
A pályán egy kör 5,148 km, a verseny 60 körös volt.
A rajtnál Ralf Schumacher ütközött Cristiano da Mattaval és mindketten kiestek. A versenyen újfent Schumacher dominált és a verseny nagy részét vezetve nyert. Csapattársa, Barrichello második, Jenson Button harmadik lett. Negyedik helyen Jarno Trulli ért célba, további pontszerzők Fernando Alonso, Giancarlo Fisichella, Mark Webber és Juan Pablo Montoya.
Michael Schumacher ekkor már tizennégy ponttal vezetett Barrichello előtt. A Ferrari negyvenöt ponttal állt a Renault-val szemben.
| Helyezés | Rajtszám | Versenyző            | Csapat/Motor     | Futott kör | Idő/Kiesés oka | Rajthely | Pont |
| -------- | -------- | -------------------- | ---------------- | ---------- | -------------- | -------- | ---- |
| 1        | 1        | Michael Schumacher   | Ferrari          | 60         | 1h32:35.101    | 1        | 10   |
| 2        | 2        | Rubens Barrichello   | Ferrari          | 60         | + 17.989       | 7        | 8    |
| 3        | 9        | Jenson Button        | BAR-Honda        | 60         | + 22.533       | 5        | 6    |
| 4        | 7        | Jarno Trulli         | Renault          | 60         | + 53.673       | 3        | 5    |
| 5        | 8        | Fernando Alonso      | Renault          | 60         | + 1:00.987     | 6        | 4    |
| 6        | 11       | Giancarlo Fisichella | Sauber-Petronas  | 60         | + 1:13.448     | 19       | 3    |
| 7        | 14       | Mark Webber          | Jaguar-Cosworth  | 60         | + 1:16.206     | 14       | 2    |
| 8        | 3        | Juan Pablo Montoya   | Williams-BMW     | 59         | + 1 kör        | 8        | 1    |
| 9        | 12       | Felipe Massa         | Sauber-Petronas  | 59         | + 1 kör        | 16       |      |
| 10       | 18       | Nick Heidfeld        | Jordan-Ford      | 59         | + 1 kör        | 13       |      |
| 11       | 17       | Olivier Panis        | Toyota           | 59         | + 1 kör        | 10       |      |
| 12       | 15       | Christian Klien      | Jaguar-Cosworth  | 59         | + 1 kör        | 12       |      |
| 13       | 19       | Giorgio Pantano      | Jordan-Ford      | 58         | + 2 kör        | 15       |      |
| 14       | 20       | Gianmaria Bruni      | Minardi-Cosworth | 57         | + 3 kör        | 20       |      |
| 15       | 21       | Zsolt Baumgartner    | Minardi-Cosworth | 57         | + 3 kör        | 17       |      |
| Ki       | 10       | Szató Takuma         | BAR-Honda        | 47         | Motorhiba      | 2        |      |
| Ki       | 5        | David Coulthard      | McLaren-Mercedes | 25         | Motorhiba      | 18       |      |
| Ki       | 6        | Kimi Räikkönen       | McLaren-Mercedes | 9          | Motorhiba      | 4        |      |
| Ki       | 4        | Ralf Schumacher      | Williams-BMW     | 0          | Ütközés        | 9        |      |
| Ki       | 16       | Cristiano da Matta   | Toyota           | 0          | Ütközés        | 11       |      |

## A világbajnokság élmezőnyének állása a verseny után
| H  | Versenyzők         | Pont | H  | Konstruktőrök   | Pont |
| -- | ------------------ | ---- | -- | --------------- | ---- |
| 1. | Michael Schumacher | 60   | 1. | Ferrari         | 106  |
| 2. | Rubens Barrichello | 46   | 2. | Renault         | 61   |
| 3. | Jenson Button      | 38   | 3. | BAR-Honda       | 46   |
| 4. | Jarno Trulli       | 36   | 4. | Williams-BMW    | 36   |
| 5. | Fernando Alonso    | 25   | 5. | Sauber-Petronas | 10   |

## Statisztikák
A versenyben vezettek:
- Michael Schumacher 53 kör (1–8., 16–60.)
- Fernando Alonso 1 kör (9.)
- Szató Takuma 2. (10–11.)
- Rubens Barrichello 4 kör (12–15.)

Michael Schumacher 76. (R) győzelme, 60. pole pozíciója, 62. (R) leggyorsabb köre, 19. (R) mesterhármasa (gy, pp, lk)
- Ferrari 173. győzelme.